# Anny Helm

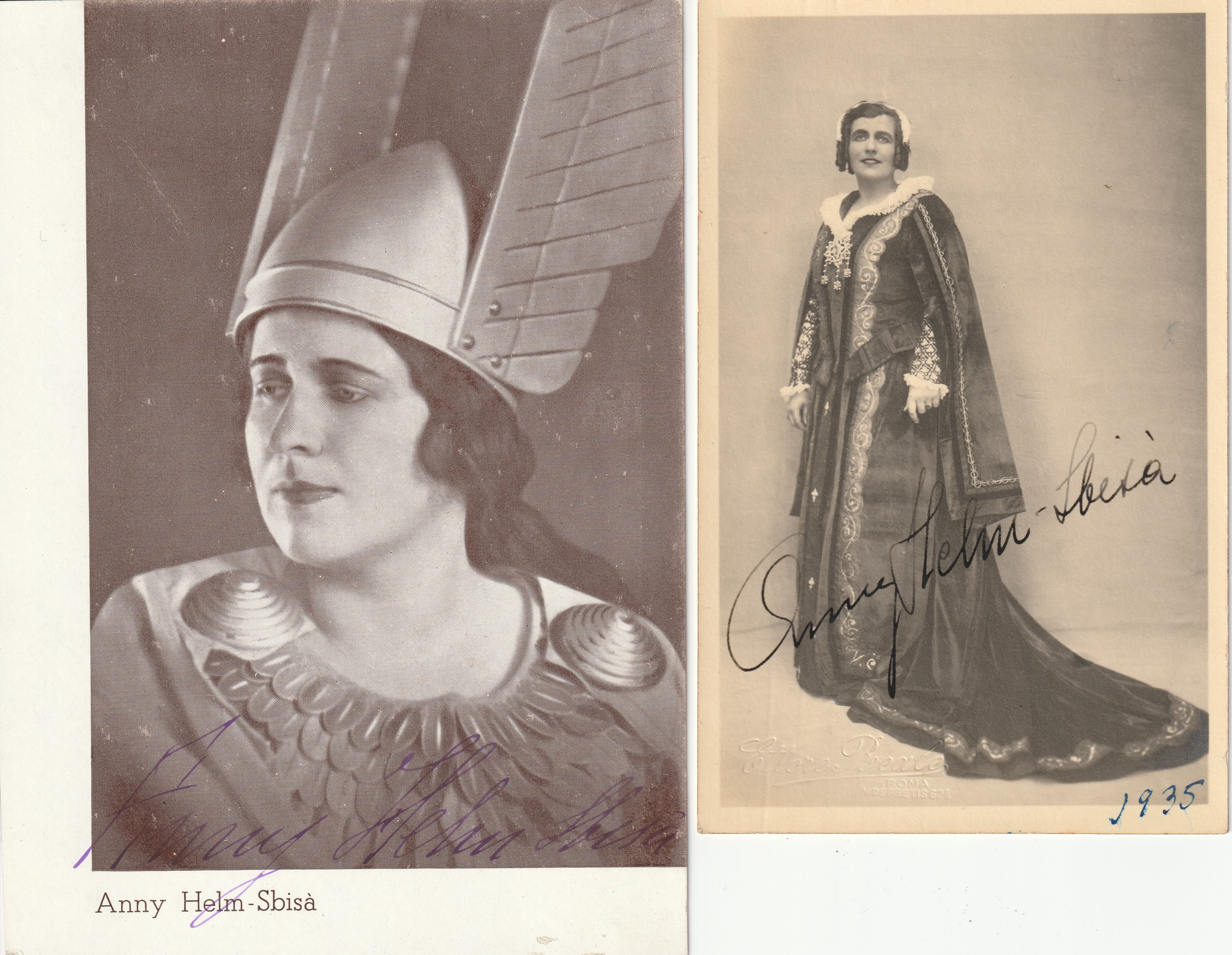
Anny Helm-Sbisà in Buenos Aires, Argentinien

Anny Helm, später auch Anny Helm-Sbisà (20. Juli 1903 in Wien – 21. August 1993 in Bibione), war eine österreichische Opernsängerin des Stimmfaches Sopran. Sie war Ensemblemitglied am Stadttheater Magdeburg und an der Städtischen Oper Berlin und gastierte an zahlreichen deutschen Bühnen und bei den Bayreuther Festspielen, in Wien, Paris, London, Brüssel und Buenos Aires sowie an allen großen Opernhäusern Italiens. Sie war eine der gefragtesten hochdramatischen Soprani ihrer Zeit.
Sie war mit Giuseppe Sbisà verheiratet, dem Direktor des Teatro Giuseppe Verdi in Triest.

## Leben und Werk
Die Sängerin wuchs in der Villa ihrer Eltern in Rodaun auf und besuchte das Gymnasium in Wien. Ihre Gesangslehrer waren die Sopranistinnen Marie Gutheil-Schoder und Gertrud Förstel in Wien sowie der Gesangspädagoge Ernst Grenzebach in Berlin. Sie debütierte 1924 am Stadttheater Magdeburg und blieb dessen Ensemblemitglied bis 1926. Es folgte ein Engagement an der Städtischen Oper Berlin, der sie bis 1933 angehörte. Hier sang sie, neben der Turandot oder der Chrysothemis (Elektra), u. a. in den Premieren von Katja Kabanowa (Partie der Katharina, Mai 1926), Der Zwerg (Zofe, November 1926), Das Wunder der Heliane (Botin, April 1928, Dirigent: Bruno Walter), Das Rheingold (Fricka, Dezember 1930) und Götterdämmerung (2. Norn, September 1931).
Auf Einladung von Siegfried Wagner wirkte sie von 1927 bis 1931 alljährlich bei den Bayreuther Festspielen mit. Dort debütierte sie in Siegfried Wagners Neuinszenierung von Tristan und Isolde in der Rolle der Brangäne, an der Seite von Gunnar Graarud und Emmy Krüger, die die Titelpartien verkörperten. 1927 und 1928 sang sie die Brangäne unter Karl Elmendorff, 1930 unter Arturo Toscanini und 1931 unter Wilhelm Furtwängler. In Bayreuth übernahm sie auch ein Blumenmädchen in Parsifal (1927 und 1928 unter Karl Muck) und 1931 die Venus im Tannhäuser, wiederum unter dem Dirigat von Arturo Toscanini, der sie später in Italien in der Titelpartie von La Gioconda besetzen sollte.
Parallel zu ihren Berliner und Bayreuther Verpflichtungen hatte die Sängerin ab 1931 einen Zwei-Jahres-Gastvertrag am Deutschen Theater in Prag. 1929 (Turandot) und 1932 (Brünnhilde in Siegfried) gastierte sie in je einer einzigen Vorstellung an der Wiener Staatsoper. 1931 debütierte sie als Venus an der Grand Operá von Paris, 1932 als Walküren-Brünnhilde im Teatro Comunale von Florenz. Weitere Gastspiele führten Anny Helm an die Staatsopern von München, Hamburg und Dresden sowie 1933 an das Grand Théâtre in Genf und an das Théâtre de la Monnaie in Brüssel, wo sie in Wagners Ring des Nibelungen auftrat.
1933 verlagerte die Sängerin ihren Lebensmittelpunkt nach Italien. Sie hatte Giuseppe Sbisà geheiratet, den Direktor der Oper von Triest. Das Paar hatte zumindest eine Tochter: Maria Sbisà Morsanutto. Die Künstlerin konnte ihre Karriere an den ersten Häusern Italiens erfolgreich fortsetzen. Unter der musikalischen Leitung von Arturo Toscanini übernahm sie 1934 in der Arena von Verona die anspruchsvolle Titelpartie in La Gioconda. Mit dieser Partie – aber auch als Santuzza, ebenfalls in der Arena – stellte sie unter Beweis, dass sie nicht auf das deutsche Fach limitiert werden konnte, sondern auch für dramatische Partien des italienischen Faches prädestiniert war. 1934 folgten Debüts an der Mailänder Scala und an der römischen Oper, 1935 auch in Bologna. Zumeist trat sie als Brünnhilde in den verschiedenen Ring-Teilen auf, im Teatro San Carlo von Neapel sang sie gleich alle Brünnhilden im Ring des Nibelungen. In Rom war sie auch in drei anspruchsvollen Titelpartien zu hören, als Isolde, Turandot und Elektra. Am Teatro Colón von Buenos Aires gastierte sie erstmals 1936, am Royal Opera House Covent Garden in London 1939. In beiden Fällen übernahm sie die Venus im Tannhäuser. 1944 kehrte sie an die Wiener Staatsoper zurück, einmal als Senta, einmal als Turandot. 1949 trat sie noch einmal am Théâtre de la Monnaie von Brüssel auf.
Danach zog sie sich von der Bühne zurück und lebte als Gesangspädagogin in Wien.

### Repertoire
| Beethoven: - Leonore im Fidelio Gluck: - Titelpartie in Alceste Janáček: - Titelpartie in Káťa Kabanová Mascagni: - Santuzza in Cavalleria rusticana Mozart: - Donna Anna in Don Giovanni Ponchielli: - Titelpartie in La Gioconda |  | Puccini: - Titelpartie in Turandot Richard Strauss: - Titelpartie und Chrysothemis in Elektra Wagner: - Senta in Der fliegende Holländer - Venus im Tannhäuser - Brangäne und Isolde in Tristan und Isolde - Fricka in Das Rheingold - Brünnhilde in Die Walküre, Siegfried und Götterdämmerung - Kundry in Parsifal Wolf-Ferrari: - Maliella in Der Schmuck der Madonna |

## Tondokumente
1926 und 1927 nahm Anny Helm eine Reihe von Schallplatten für die Electrola auf, von denen leider nur 5 Titel veröffentlicht wurden:
- Als euer Sohn einst fort zog aus Cavalleria rusticana (Bestellnr. EH 69)
- Du Ärmste kannst wohl nie ermessen aus Lohengrin (EH 69)
- Allmächtige Jungfrau und Dich teure Halle aus Tannhäuser (EH 21)
- Du bist der Lenz aus Die Walküre (EG 861).[5]

Im Sommer 1927 nahm die Columbia in Bayreuth Szenen aus dem Ring und aus Parsifal auf. Helm singt das zweite Blumenmädchen in:
- Blumenmädchenszene aus Parsifal. Orchester des Festspielhauses Bayreuth, Dirigent: Karl Muck (Bestellnr. L 2011).[6]

Im darauffolgenden Jahr zeichnete Columbia die erste, relativ vollständige, Gesamtaufnahme von Tristan und Isolde in Bayreuth auf 19 Schellackplatten auf:
- Tristan und Isolde. Mit Gunnar Graarud (Tristan), Nanny Larsén-Todsen (Isolde), Anny Helm (Brangäne), Ivar Andrésen (König Marke), Rudolf Bockelmann (Kurwenal). Orchester des Festspielhauses Bayreuth, Dirigent: Karl Elmendorff (L 2187 bis L 2206).[7]